# Dagong Global Credit Rating
Dagong Global Credit Rating (大公国际资信评估有限公司; pinyin: Dàgōng Guójì Zīxìn Pínggū Yǒuxiàn Gōngsī) is een kredietbeoordelaar, opererend vanuit China. Het is een van de weinige noemenswaardige kredietbeoordelaars die niet uit de Verenigde Staten komt.
Dagong is een van de eerste kredietbeoordelaars die de schuld van de VS een lagere rating gaven dan de drie traditionele beoordelaars Moody's, Standard & Poor's en Fitch.
De VS Securities and Exchange Commission heeft geweigerd om Dagongs beoordeling te erkennen doordat zij niet in staat is het bedrijf in Peking te controleren.

## Langetermijnleningen
Dagong beoordeelt leners op een schaal van AAA tot C. Tussen AA en CC zijn tussenstappen mogelijk (bijvoorbeeld AA+, AA, AA-).
- AAA: Hoogste kredietbeoordeling
- AA: Zeer hoge kredietbeoordeling
- A: Hoge kredietbeoordeling
- BBB: Middelbare kredietbeoordeling
- BB: Laag-middelbare kredietbeoordeling
- B: Relatief lage kredietbeoordeling
- CCC: Lage kredietbeoordeling
- CC: Zeer lage kredietbeoordeling
- C: Laagste kredietbeoordeling. Verstrekker is niet in staat aan financiële verplichtingen te voldoen en mogelijk in proces van faillissement.

## Kortetermijnleningen
Schulden met een duur van een jaar of korter worden op een andere schaal beoordeeld. Deze schaal loopt van A-1 tot D. Er worden geen tussenstappen als B+ en B- gebruikt.
- A-1: Hoogste kredietbeoordeling
- A-2: Goede kredietbeoordeling
- A-3: Redelijke kredietbeoordeling
- B: Significant speculatieve kredietbeoordeling
- C: Hoog standaard risico kredietbeoordeling
- D: Standaard kredietbeoordeling